# Fibral
Fibral, vorher Fibra Real Indústria e Comércio Ltda., ist ein brasilianischer Hersteller von Automobilen.

## Unternehmensgeschichte
Das Unternehmen Fibra Rela Indústria e Comércio Ltda. wurde Anfang der 1980er Jahre in Guarulhos gegründet. Zunächst entstanden Gegenstände wie mobile Kioske aus Fiberglas. 1987 begann zusätzlich die Produktion von Automobilen. Der Markenname lautet Fibral. Später änderte sich die Firmierung ebenfalls in Fibral.
Im Jahr 2017 bot Fibral alle Werkzeuge zum Formen und Zusammenbauen der Karosserie zum Verkauf an.

## Fahrzeuge
Das einzige Modell ist die Nachbildung des Porsche 550. Die Karosserie besteht aus Fiberglas. Ein Motor von Volkswagen do Brasil mit wahlweise 1600 cm³ Hubraum oder 1800 cm³ Hubraum ist hinter den Sitzen in Mittelmotorbauweise montiert.